# Burkhard Garweg
Burkhard Garweg, född 1 september 1968 i Bonn, är en tysk före detta medlem av Röda armé-fraktionens (RAF) tredje generation. Tillsammans med Daniela Klette och Ernst-Volker Staub misstänks Garweg ha varit delaktig i bland annat bombdåd, bankrån och värdetransportrån.